# La Mer des épées
Roman sur les Royaumes oubliés
La Mer des épées (Aussi loin qu'une âme ait pu fuir dans son édition Fleuve noir) est le titre français du roman The Sea of Sword de R. A. Salvatore, publié chez Milady et tiré du monde imaginaire des Royaumes oubliés. Ce livre est le troisième de la séquence "Path of Darkness", réédité dans la séquence "La légende de Drizzt" dont il est le treizième tome, et qui raconte les aventures du célèbre elf noir Drizzt Do'Urden.

## Résumé
En découvrant que le marteau de leur ami Wulfgar est en possession d'une bande de pirate, Drizzt et ses compagnons partent à la recherche du barbare, pour l'aider à récupérer son bien. Mais un étrange ennemi de Drizzt ourdit sa vengeance dans l'ombre.